# Carnages
Pour les livres, voir Maxime Chattam#Nouvelles et Bibliographie et filmographie sur le génocide des Tutsi au Rwanda#Le rôle de la France.
Cet article possède un paronyme, voir Carnage.
Pour plus de détails, voir Fiche technique et Distribution.
Carnages est un film franco-hispano-helvéto-belge réalisé par Delphine Gleize, sorti en 2002.

## Fiche technique
- Titre français : Carnages
- Réalisation : Delphine Gleize
- Scénario : Delphine Gleize
- Photographie : Crystel Fournier
- Montage : François Quiqueré
- Musique : Éric Neveux et Labo Orchestra
- Production : Antonio Bazaga, Bénédicte Couvreur, Denis Delcampe et Jérôme Dopffer
- Pays d'origine : France - Belgique - Espagne - Suisse
- Format : Couleurs - 2,35:1 - Dolby Digital
- Genre : comédie dramatique
- Durée : 130 minutes
- Date de sortie : 2002

## Distribution
- Chiara Mastroianni : Carlotta
- Ángela Molina : Alicia
- Lio : Betty
- Lucia Sanchez : Jeanne
- Esther Gorintin : Rosie
- Maryline Even : Lucie
- Clovis Cornillac : Alexis
- Jacques Gamblin : Jacques
- Féodor Atkine : Paco
- Pascal Bongard : Henri
- Julien Lescarret : Victor
- Juliette Noureddine : Monica